# Floridante

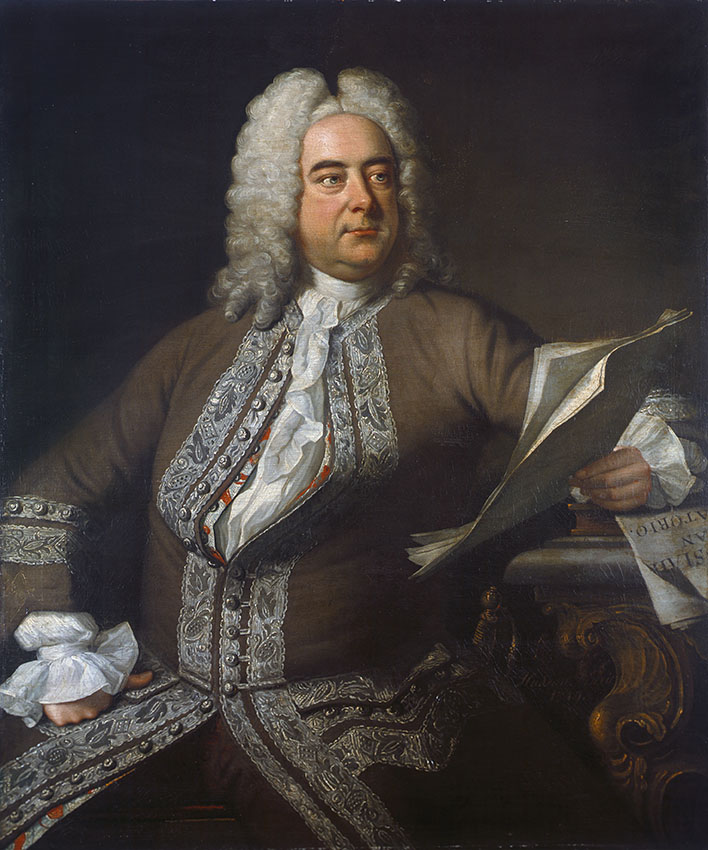
Georg Friedrich Händel

Floridante (HWV 14) é uma ópera em três atos do compositor alemão naturalizado britânico Georg Friedrich Händel (1685-1759) com libreto de Paolo Antonio Rolli (1687-1765) escrito a partir do texto original de Francesco Silvani (1660?-1725?) de 1696. O libreto de Silvani havia sido utilizado em 1706 para a ópera de Marc'Antonio Ziani (1653?-1715) La costanza in Trionfo.
A estreia de Floridante aconteceu no King's Theatre de Londres em 9 de dezembro de 1721. Seguiu-se uma série de seis apresentações até 30 de dezembro daquele ano e outras oito entre janeiro e maio do ano seguinte. A obra foi encenada ainda uma vez em Londres em uma série de sete apresentações entre 4 e 26 de dezembro de 1722. A obra também foi encenada em Hamburgo em 1723 e novamente em Londres em 1727 e 1733, sempre com modificações introduzidas pelo autor.
Floridante parece ter sido uma tentativa de Händel de reagir ao sucesso crescente das óperas de Bononcini (1670-1747), cujo estilo melodioso estava se tornando mais popular do que o vigor dramático de Händel.
Tendo completado a partitura original do primeiro ato e boa parte do segundo, Händel recebeu notícias desastrosas. Sua soprano favorita para o papel de Elmira, Margherita Durastanti, que havia retornado à Itália após a temporada anterior em Londres, achava-se muito doente para viajar e não chegaria a tempo para a estreia de Floridante, prevista para o início de dezembro de 1721. Händel tinha escrito o papel de Elmira especificamente para ela e as árias se encaixam perfeitamente com seu alcance vocal e o estilo dramático forte que era sua especialidade. Com isso, o autor teve de voltar a trabalhar na personagem e o papel foi dado a Anastasia Robinson, uma contralto com um intervalo menor que havia sido originalmente escalada para o papel de Rossane. Essas mudanças deveriam obrigar o autor a uma extensa reescrita, tanto na partitura quanto no próprio caráter da personagem Elmira. Tudo indica que Händel não quis comprometer a integridade do drama, e o material já escrito para Elmira foi preservado quase que intacto.
O sucesso da ópera de Händel foi limitado em seu tempo e a obra foi criticada pelo próprio castrato Senesino. Desde então, Floridante foi esquecida até sua redescoberta no início da década de 1960.
O coro final da ópera foi descoberto nos anos de 1930 e corresponde precisamente ao restante do manuscrito original que se encontra no Museu Britânico.

## Sinopse
Oronte, um general persa, matou e usurpou o trono de Nino, o legítimo rei. Após sua vitória, Oronte tomou Elisa, a filha sobrevivente de Nino, ainda um bebê, e a criou no lugar de sua própria filha que havia morrido no dia da batalha. Esta filha, Elmira, havia sido prometida em casamento a Floridante, Príncipe da Trácia e guerreiro aliado de Oronte. Sua outra filha, Rossane, estava prometida para Timante, Príncipe de Tiro, mas a guerra entre Tiro e s Pérsia tornou o casamento impossível. Timante foi declarado morto em batalha.

## Ato I
A ópera começa com alegria, com Elmira e sua suposta irmã Rossane indo juntas receber Floridante. Este acaba de vencer uma batalha naval em Tiro e a recompensa é a mão de sua amada Elmira. Rossane sabe da suposta morte de Timante, a quem ela nunca conheceu. No entanto, ela acredita que o amor vai prevalecer de alguma forma e unir os dois.
Floridante desfila em triunfo e declara que o amor de Elmira é maior do que qualquer recompensa que possa receber por suas vitórias. Ele oferece a Rossane o escravo Glicone, prisioneiro de guerra (que, na verdade, é Timante disfarçado), mas antes, elogia suas próprias  proezas de guerra. De repente, chega Coralbo, um sátrapa persa, dando a Floridante uma carta de Oronte que ordena que ele renuncie a seu comando e deixe o país. Rossane vai imediatamente até Oronte, seu pai, e implora que ele reconsidere ou pelo menos fale com Floridante. O tirano acorda, mas insiste que o casamento do herói com sua suposta filha Elmira foi cancelado devido a "razões de Estado".
Rosanne encontra Glicone, que diz que seu amado Timante não só conseguiu escapar da batalha com segurança, mas antes disso havia declarado a ele seu amor por Rossane.
Floridante é conduzido à presença de Oronte, que confirma seu decreto de expulsão, mantendo-se surdo às súplicas do herói e de Elmira. Oronte diz a Floridante que um navio vai conduzi-lo ao exílio. Oronte sai, deixando Floridante e Elmira a dizer que a separação vai fazê-los morrer de saudades e tristeza.

## Ato II
Em seus aposentos, Rossane diz a Glicone que tem medo de que Timante não tenha sobrevivido à batalha. Ele assegura que o príncipe sobreviveu e que ele está na cidade, disfarçado e seguro. Como prova, Glicone dá a ela um retrato de Timante e se afasta. Ela percebe a semelhança entre o retrato de Timante e o rosto do escravo prisioneiro e se alegra.
Floridante, tendo se disfarçado como um mouro cativo, planeja fugir com Elmira e o outro par de amantes. Mas Elmira é impedida de partir por Oronte que declara seu amor por ela dizendo que será sua noiva. O horror de Elmira só diminui quando Oronte explica que ela não é filha dele, mas sim do rei deposto Nino. Ela condena Oronte, dizendo que ele é mais monstro do que rei.
No momento em que se prepara a fuga dos dois casais, Oronte entra com guardas e detém Floridante que está disfarçado. Floridante diz ser um mero escravo, enviado por Floridante para resgatar Elmira e levá-la até ele. Enquanto Floridante é arrastado pelos guardas, Oronte apresenta a Elmira duas opções: tornar-se sua rainha ou morrer.

## Ato III
Rossane tenta ajudar Elmira. Mesmo não sendo elas realmente irmãs, Rossane declara que as duas estão unidas pelo amor até a morte. Quando Coralbo, o sátrapa persa, descobre a verdadeira identidade de Elmira, ele diz que o amor do povo persa pela família dela ainda pode fazê-la rainha. Oronte aparece e diz a Elmira que o mouro morreu. Com a notícia, Elmira desmaia de tristeza. Oronte diz a Floridante, enquanto Elmira ainda está desfalecida, que ele deve convencê-la a aceitar o usurpador como seu marido pois, caso contrário, ela irá morrer. Oronte sai e, quando Elmira se recupera, Floridante tenta persuadi-la, mas ela rejeita a ideia. Ela prefere que ambos morram juntos.
Sem saber que Rossane e Timante estão organizando um golpe, Elmira vai até Floridante, que está novamente preso, com um copo de veneno que ela havia preparado para que ambos bebessem. Mas, em vez disso, ela se prepara para beber sozinha. Oronte entra e tira o copo das mãos dela, sendo interrompido de repente pela chegada de Timante e Coralbo. Oronte é preso e Elmira é proclamada a verdadeira rainha da Pérsia.
Coroados monarcas, Elmira e Floridante fazem promessas de fidelidade mútua e de um governo justo para todos. A pedido de Rossane, Elmira, agora sob seu verdadeiro nome de Elisa, perdoa Oronte. Floridante anuncia que Rossane e Timante se casarão e irão para o reino de Tiro. Floridante confessa a Elmira/Elisa que sua felicidade como amante é maior do que como rei. A nova rainha decreta um dia de júbilo universal na Pérsia.

## Personagens e vozes originais
| Personagem                         | Tipo vocal       | Elenco da primeira apresentação em 9 de dezembro de 1721 |
| ---------------------------------- | ---------------- | -------------------------------------------------------- |
| Floridante, Príncipe da Trácia     | Alto Castrato    | Senesino                                                 |
| Oronte, Rei da Pérsia              | Baixo            | Giuseppe Maria Boschi                                    |
| Timante, Príncipe de Tiro          | Soprano Castrato | Benedetto Baldassari                                     |
| Rossane, Irmã de Oronte            | Soprano          | Maddalena Salvai                                         |
| Elmira                             | Alto             | Anastasia Robinson                                       |
| Coralbo, Governador Persa(sátrapa) | Baixo            | ?                                                        |

## Libreto em italiano
- (PDF) http://www.haendel.it/composizioni/libretti/pdf/floridante.pdf Em falta ou vazio |título= (ajuda)